# Dogtown (comté de San Joaquin, Californie)
Dogtown est une census-designated place du comté de San Joaquin, dans l'État de Californie, aux États-Unis,.
En 2020, elle compte une population de 2 516 habitants.